# AH-2 ローイファルク
AH-2 ローイファルク
航空ショーでデモフライトを行うAH-2 ローイファルク
- 用途：攻撃ヘリコプター
- 製造者：アトラス（現デネル）社
- 運用者：南アフリカ空軍
- 初飛行：1990年2月20日
- 生産数：36機（予定）
- 生産開始：1994年
- 運用開始：1999年
- 運用状況：増備中

AH-2 ローイファルク（AH-2 Rooivalk）は、南アフリカ共和国のアトラス（現デネル）社が開発した、南アフリカ共和国初の国産攻撃ヘリコプターである。
“ローイファルク(Rooivalk)”とはアフリカーンス語で「紅い(Rooi)」「チョウゲンボウ」もしくは「ハヤブサ」(valk)」を意味し、アフリカーンス語の発音をカタカナ転化したものとしては“ロイホック”がより近い。日本では“Rooivalk”の英語読みから、「ロイヴァ(バ)ルク」もしくは「ローイヴァ(バ)ルク」といった表記も見られる。

## 開発経緯
長らくアパルトヘイト（人種隔離政策）を採っていた南アフリカは、国際非難を浴びて1977年11月以降、世界中の国々から兵器の輸出を拒否され、海外からの兵器調達が不可能となっていた。
このため、攻撃ヘリコプターも自国開発を迫られることとなり、1981年にフランス・アエロスパシアル製SA 316 アルエットIIIの駆動系を流用した研究機XH-1 アルファを開発。この機体は、純粋な技術研究機ではあったが、機首下部に20mm機関砲が搭載されていた。
XH-1で得られた技術データを基にアトラス社は、オリックス（SA 330 ピューマのライセンス生産機）の駆動系を流用した試作機XH-2を開発。1990年に初飛行し、1993年10月に南アフリカ空軍が4機を技術試験機として発注、1994年3月に量産機12機の発注を発表した。量産初号機は1999年1月に引き渡され、2007年の時点で11機が配備されている。
製造元のデネル社では、ローイファルクの海外輸出も計画しており、海外の航空ショーやトレード・ショーに出品してセールスを行っているが、海外顧客は獲得できていない。2001年にデネル社とWZ-10の開発で協力していた中華人民共和国が1機のみの購入を希望するもデネル社がその意図を疑って拒否したと報じられている。
2015年5月5日、改良型のローイファルク2の開発を検討していることがIHSジェーンズより報じられた。デネルは2016年の年次報告書において、「現在のローイファルク Mk1Fベースラインのアップグレードと、ローイファルク Mk2の現地および輸出市場の両方の発展を知らせるために、陳腐化とサポート性の調査を委託されている」と述べている。

## 機体構成

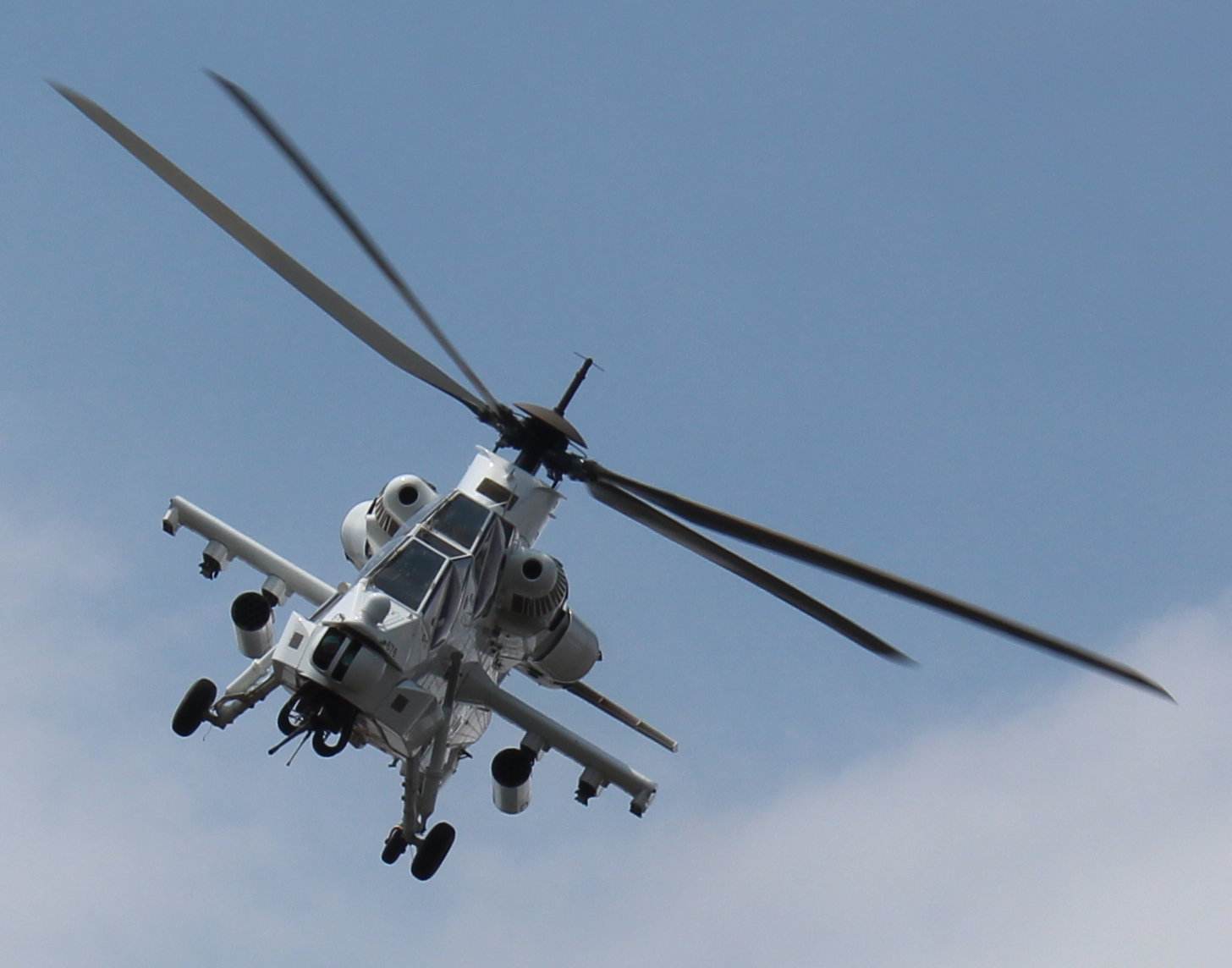
国連軍強制介入旅団のAH-2

メインローターブレードは4枚、テールローターブレードは5枚とされ、尾部には固定式の水平安定板がある。
攻撃ヘリコプターとしては標準的な操縦席配列である前後式で、前席に副操縦士兼射撃手、後席に操縦士が搭乗する。前後席には、それぞれカラー多機能表示装置が装備されており、照明などは暗視ゴーグル対応型とされている。
機首部の最前部には目標探知・捕捉・追跡システム（TDATS）を搭載し、これは、前方監視赤外線、低光量TVカメラ、レーザー測距装置で構成されている。また、自己防御用器材として、レーザー/レーダー警戒装置、赤外線/レーダー妨害装置、チャフ/フレア・ディスペンサーが胴体から突き出たスタブウィングに装備可能である。

## 運用
南アフリカ共和国
- 南アフリカ空軍

11機を運用中。

## 性能・主要諸元
- 主回転翼直径：15.58m
- 全長/胴体長：18.73m/16.39m
- 全高：5.19m
- 円板面積：190.6m²
- 自重/最大重量：5,730kg/8,750kg
- 発動機：チュルボメカ・マキラ1K2（1,420kW, 1,904shp）×2
- 設計巡航速度：278k/h
- 実用上昇限度：6,100m
- 航続距離：703km
- 乗員：2名（射撃手・操縦士）
- 固定武装：20mm機関砲 F2×1
- 追加武装
  - V3Cダーター空対空ミサイル
  - ミストラル空対空ミサイル
  - ZT-3 スイフト対戦車ミサイル
  - ZT-6 モコパ対戦車ミサイル
  - 70mm ロケット弾ポッド